# Arthur Fils
Arthur Fils (ur. 12 czerwca 2004 w Bondoufle) – francuski tenisista, zwycięzca juniorskiego French Open 2021 w grze podwójnej.

## Kariera tenisowa
W karierze zwyciężył w trzech turniejach rangi ATP Tour w grze pojedynczej z czterech rozegranych finałów.
W rozgrywkach cyklu ATP Challenger Tour zdobył dwa tytuły w singlu. Ponadto wygrał dwa deblowe turnieje rangi ITF.
W 2021 roku, startując w parze z Giovannim Mpetshi Perricardem zwyciężył w juniorskim French Open w grze podwójnej, pokonując w finale Martina Katza oraz Hermana Samofałowa 7:5, 6:2. W tym samym turnieju dotarł również do juniorskiego finału w grze pojedynczej. Wówczas w decydującym meczu przegrał z Lucą Van Assche 4:6, 2:6.
W maju 2023 roku wygrał swój pierwszy tytuł rangi ATP Tour 250. Startując z "dziką kartą" podczas Lyon Open, zwyciężył w finale z Francisco Cerúndolo 6:3, 7:5.
W tym samym sezonie zadebiutował w imprezie Wielkiego Szlema podczas turnieju French Open. Odpadł wówczas w pierwszej rundzie po porażce z Alejandro Davidovichem Fokiną.
W grudniu 2023 roku wystąpił w turnieju Next Generation ATP Finals. Dotarł wówczas do finału, w którym przegrał z Hamadem Međedoviciem 4:3(6), 1:4, 2:4, 4:3(9), 1:4.
W roku 2024 zwyciężył w dwóch turniejach rangi ATP Tour 500 – w lipcu, kiedy to wygrał w Hamburgu, pokonując w finale Alexandra Zvereva 6:3, 3:6, 7:6(1) oraz w październiku w Tokio, gdy w decydującym meczu pokonał Ugo Humberta 5:7, 7:6(6), 6:3.
Podczas Igrzysk Olimpijskich w Paryżu wystąpił w turnieju gry pojedynczej, z którego odpadł w pierwszej rundzie po porażce z Matteo Arnaldim. Ponadto, w parze z Ugo Humbertem, odpadł w pierwszej rundzie rozgrywek gry podwójnej, przegrywając z parą Sander Gillé-Joran Vliegen.
W rankingu gry pojedynczej najwyżej był na 19. miejscu (27 stycznia 2025), a w klasyfikacji gry podwójnej na 186. pozycji (6 stycznia 2025).

### Historia występów wielkoszlemowych
Legenda
     W, wygrany turniej
     F, przegrana w finale
     SF, przegrana w półfinale
     QF, przegrana w ćwierćfinale
     xR, przegrana w x rundzie
     Qx, przegrana w x rundzie kwalifikacji
     A, brak startu
     NH, turniej nie odbył się

#### Występy w grze pojedynczej
| Australian Open | A   | A   | A   | 2R  | 3R  | 0 / 2 | 3 – 2 |  |  |  |  |  |
| French Open     | Q2  | Q1  | 1R  | 1R  |     | 0 / 2 | 0 – 2 |  |  |  |  |  |
| Wimbledon       | A   | A   | 1R  | 4R  |     | 0 / 2 | 3 – 2 |  |  |  |  |  |
| US Open         | A   | A   | 2R  | 2R  |     | 0 / 2 | 2 – 2 |  |  |  |  |  |
|                 |     |     |     |     |     |       |       |  |  |  |  |  |
| Bilans spotkań  | 0–0 | 0–0 | 1–3 | 5–4 | 2–1 | 0 / 8 | 8 – 8 |  |  |  |  |  |

### Finały w turniejach ATP Tour
| Legenda                                      |
| -------------------------------------------- |
| Wielki Szlem                                 |
| Igrzyska olimpijskie                         |
| Tennis Masters Cup / ATP Finals              |
| ATP Masters Series / ATP Tour Masters 1000   |
| ATP International Series Gold / ATP Tour 500 |
| ATP International Series / ATP Tour 250      |

#### Gra pojedyncza (3–1)
| Końcowy wynik | Nr | Data                 | Turniej   | Nawierzchnia  | Przeciwnik          | Wynik finału     |
| ------------- | -- | -------------------- | --------- | ------------- | ------------------- | ---------------- |
| Zwycięzca     | 1. | 27 maja 2023         | Lyon      | Ceglana       | Francisco Cerúndolo | 6:3, 7:5         |
| Finalista     | 1. | 22 października 2023 | Antwerpia | Twarda (hala) | Aleksandr Bublik    | 4:6, 4:6         |
| Zwycięzca     | 2. | 21 lipca 2024        | Hamburg   | Ceglana       | Alexander Zverev    | 6:3, 3:6, 7:6(1) |
| Zwycięzca     | 3. | 1 października 2024  | Tokio     | Twarda        | Ugo Humbert         | 5:7, 7:6(6), 6:3 |

### Zwycięstwa w turniejach ATP Challenger Tour w grze pojedynczej
| Końcowy wynik | Nr | Data             | Turniej  | Nawierzchnia  | Przeciwnik     | Wynik finału |
| ------------- | -- | ---------------- | -------- | ------------- | -------------- | ------------ |
| Zwycięzca     | 1. | 14 stycznia 2023 | Oeiras   | Twarda (hala) | Joris De Loore | 6:1, 7:6(4)  |
| Zwycięzca     | 2. | 19 maja 2024     | Bordeaux | Ceglana       | Pedro Martínez | 6:2, 6:3     |

### Finały juniorskich turniejów wielkoszlemowych

#### Gra pojedyncza (0–1)
| Końcowy wynik | Nr | Data            | Turniej            | Nawierzchnia | Przeciwnik      | Wynik finału |
| ------------- | -- | --------------- | ------------------ | ------------ | --------------- | ------------ |
| Finalista     | 1. | 12 czerwca 2021 | French Open, Paryż | Ceglana      | Luca Van Assche | 4:6, 2:6     |

#### Gra podwójna (1–0)
| Końcowy wynik | Nr | Data            | Turniej            | Nawierzchnia | Partner                    | Przeciwnicy                  | Wynik finału |
| ------------- | -- | --------------- | ------------------ | ------------ | -------------------------- | ---------------------------- | ------------ |
| Zwycięzca     | 1. | 12 czerwca 2021 | French Open, Paryż | Ceglana      | Giovanni Mpetshi Perricard | Martin Katz Herman Samofałow | 7:5, 6:2     |